# Königs-Schwalbenschwanz

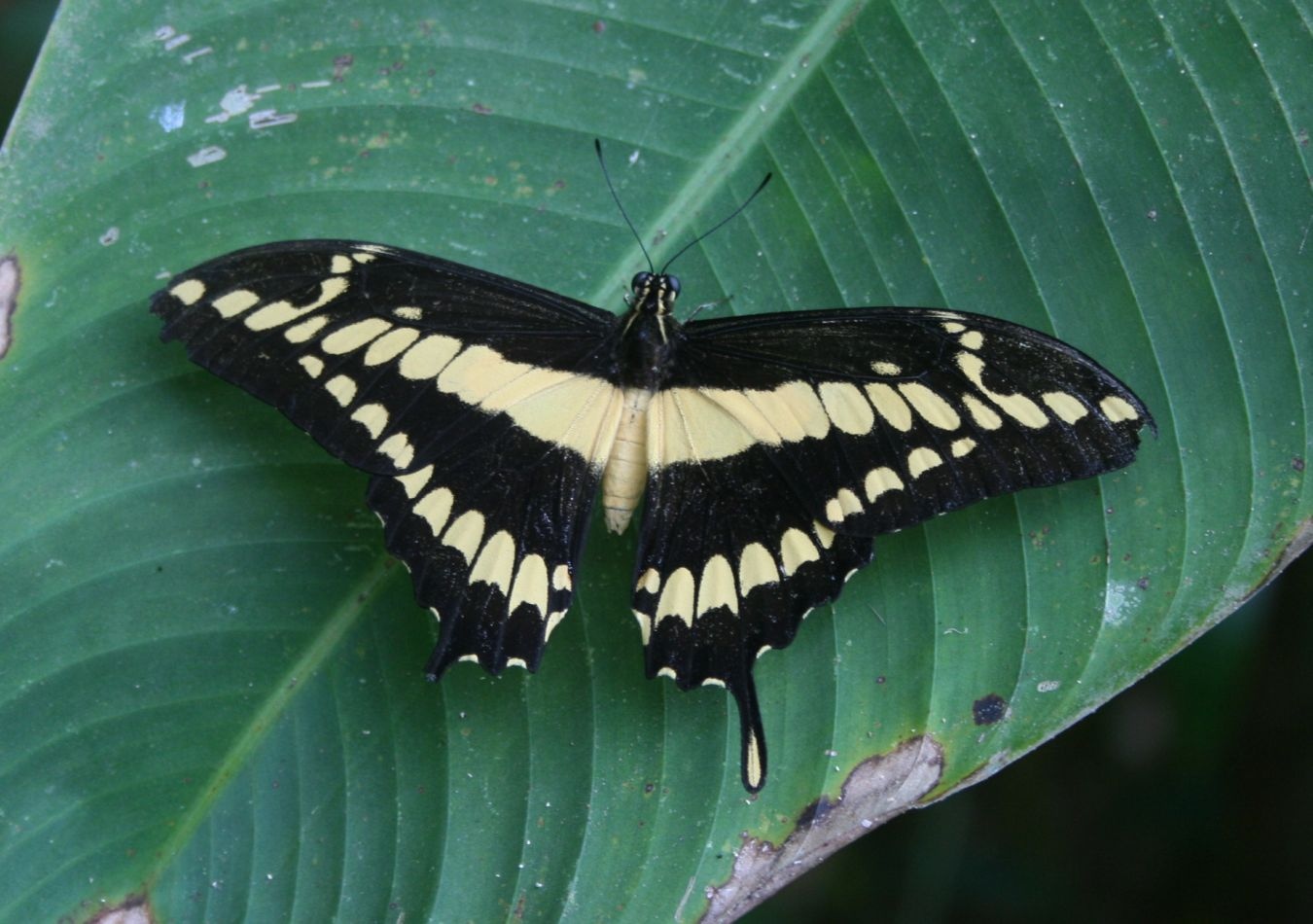
Königs-Schwalbenschwanz. Auf der linken Seite fehlt der typische Anhang des Hinterflügels.

Der Königs-Schwalbenschwanz (Papilio thoas) ist ein Schmetterling (Tagfalter) aus der Familie der Ritterfalter (Papilionidae).

## Beschreibung

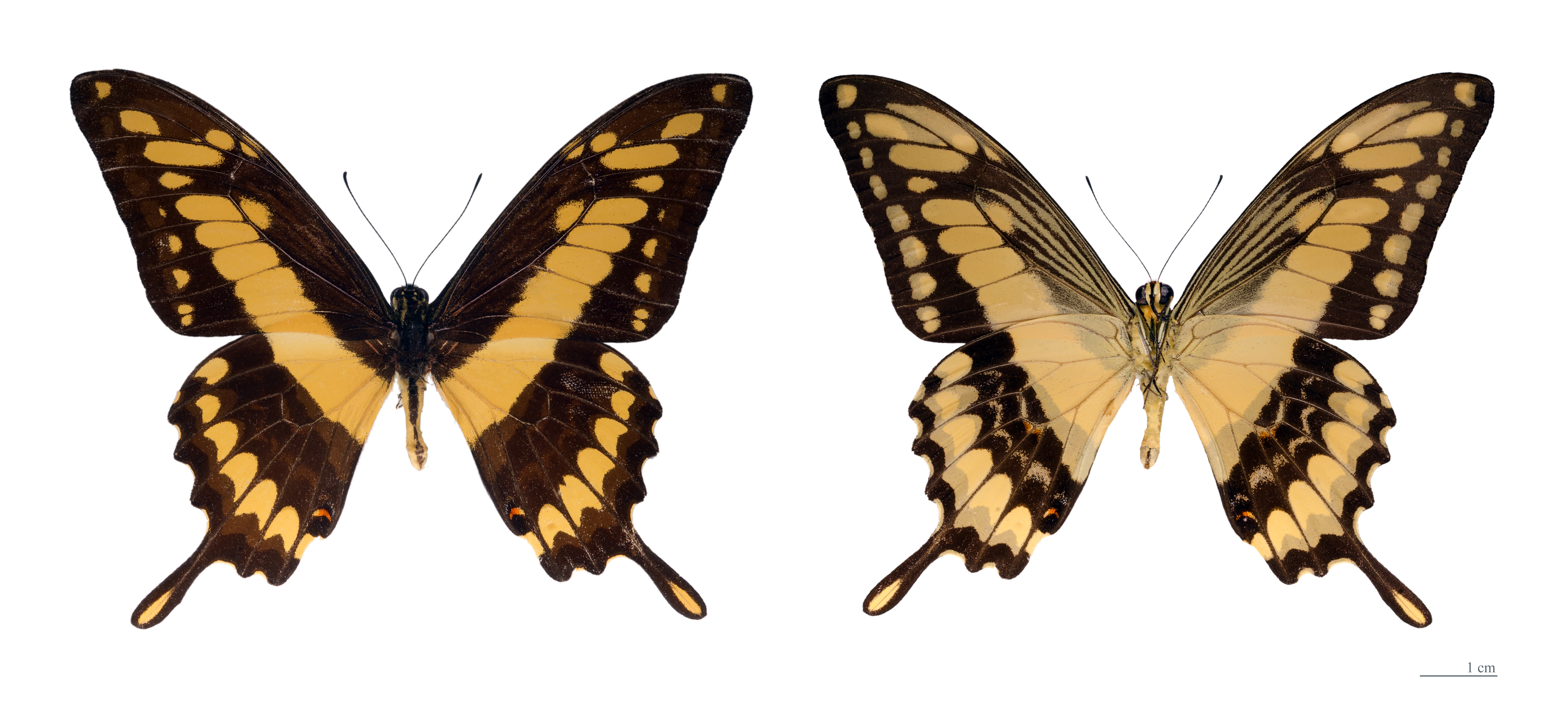
Papilio thoas thoas

Es handelt sich hierbei um einen weit verbreiteten Schmetterling aus dem tropischen und subtropischen Amerika. Er besitzt eine Flügelspannweite von 12 bis 14 cm. Die Flügel sind schmal. Die Vorderflügel sind weitgehend braun. Von der Spitze verläuft eine gelbe Binde, die nach hinten hin kompakter wird. An der Unterseite befinden sich zusätzlich am Flügelrand eine Reihe gelber Bogenflecke. Die Hinterflügel sind überwiegend braun, gezahnt und verfügen über einen langen Schwanzfortsatz. Dieser trägt einen gelben Kern. Am Rand der Hinterflügel befindet sich eine Reihe gelber Bogenflecke. Durch die erste Flügelhälfte verläuft eine breite gelbe Binde. Innen sitzt ein schwarzer Augenfleck mit blau-weißer Bestäubung. Auf den Flügelunterseiten sind die gelben Regionen stärker ausgeprägt. An die gelben Bogenflecken der Oberseite schließen dort blau-weiße Bogenflecke an. Der Augenfleck ist nur schwach ausgeprägt. Der Körper des Königs-Schwalbenschwanzes ist gelb. Männchen und Weibchen sehen identisch aus.
Der Falter ähnelt dem größeren Papilio cresphontes sehr stark.

## Verbreitung
Der Königs-Schwalbenschwanz ist in der neotropischen Faunenregion verbreitet. Mit Ausnahme von Venezuela, Chile und Ostbrasilien ist er in ganz Mittel- und Südamerika beheimatet.

## Unterarten und Formen
Folgende Unterarten wurden beschrieben:
- Papilio thoas autocles (Rothschild & Jordan, 1906)
- Papilio thoas brasiliensis (Rothschild & Jordan, 1906) kleinwüchsig
- Papilio thoas melonius (Rothschild & Jordan)
- Papilio thoas nealces (Rothschild & Jordan, 1906)
- Papilio thoas oviedo (Gundlach, 1866)
- Papilio thoas thoantiades (Burmeister)

## Biologie
Die Raupen ernähren sich polyphag von verschiedenen Rautengewächsen wie Zitruspflanzen (Citrus), Zanthoxylum americanum, Kleeulme (Ptelea trifoliata) und Pfeffergewächsen (Piperaceae), sowie von Caesalpinien (Caesalpinia). Die Falter wurden nektarsaugend an verschiedenen Arten von Wandelröschen- (Lantana) und Bougainvillea beobachtet. In den Tropen bildet die Art ganzjährig neue Generationen. In Texas fliegen die Falter von April bis Juli.